# Calophya gallifex
Calophya gallifex (лат.) — вид мелких полужесткокрылых насекомых рода Calophya из семейства Calophyidae.

## Распространение
Встречаются в Неотропике: Аргентина.

## Описание
Мелкие полужесткокрылые насекомые. Внешне похожи на цикадок, задние ноги прыгательные. Голова и грудь охристые сверху с красноватым или коричневым рисунком, снизу тёмно-коричневые. Вершины щёчных отростков и кончики усиков тёмно-коричневые. Ноги охристые, вершинные членики лапок тёмно-коричневые. Передние крылья прозрачные, жилки коричневые. Брюшко тёмно-коричневое, межсегментная перепонка светлая. Передняя часть темени покрыта короткими щетинками, длина которых примерно равна расстоянию между ними; щёчные отростки длинные, тонкие, посередине разделены. Передние крылья овальные, ровные, широко закругленные на вершине; поверхностные шипики, кроме основания, отсутствуют. Передние перепончатые крылья более плотные и крупные, чем задние; в состоянии покоя сложены крышевидно. Лапки имеют 2 сегмента. Антенны короткие, имеют 10 сегментов. Голова широкая как переднеспинка.
Взрослые особи и нимфы питаются, высасывая сок растений. В основном связаны с растениями рода шинус (Schinus) семейства анакардиевые: Schinus longifolia, Schinus dependens, S. fasciculatus, S. polygamus. Вид был впервые описан в 1910 году под названием Trioza gallifex Kieffer et Joergensen, 1910, а его валидный статус подтверждён в ходе ревизии, проведённой в 2000 году швейцарским колеоптерологом Даниэлем Буркхардтом (Naturhistorisches Museum, Базель, Швейцария) и его коллегой Ивом Бассетом (Smithsonian Tropical Research Institute, Панама).